# Zamia furfuracea
Espèce
Statut de conservation UICN

 EN A2acd; B1ab(i,iii,v) : En danger
Statut CITES
Zamia furfuracea est une espèce de plantes appartenant à la famille des Zamiaceae originaire de l'État de Veracruz au Mexique.
C'est une plante tropicale voisine du cycas et dont certaines espèces fournissent une fécule alimentaire appelée sagou.

## Synonymes
- Palmifolium furfuraceum Kuntze

## Galerie

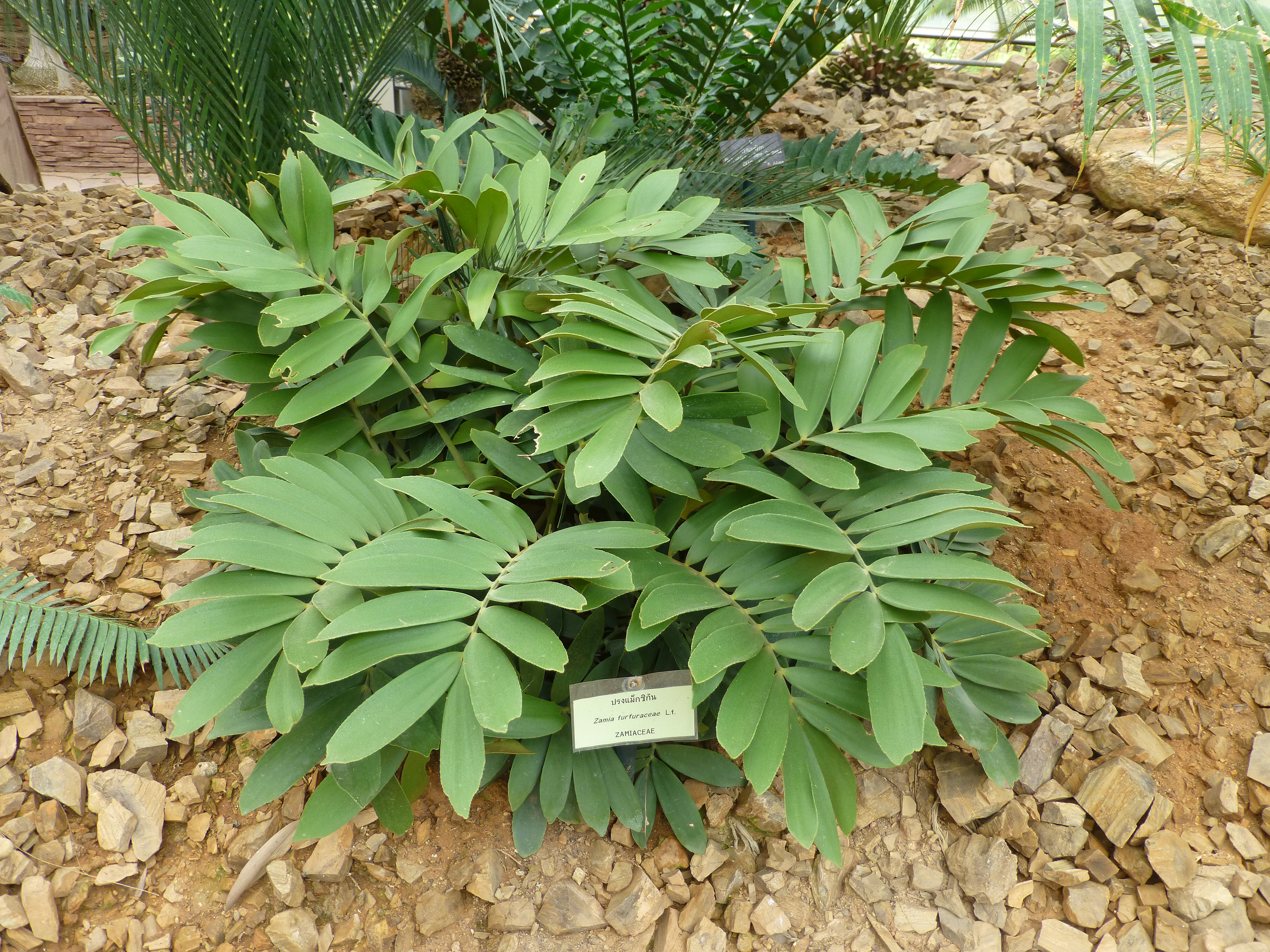
Plante cultivée au Jardin botanique de la reine Sirikit, Thaïlande
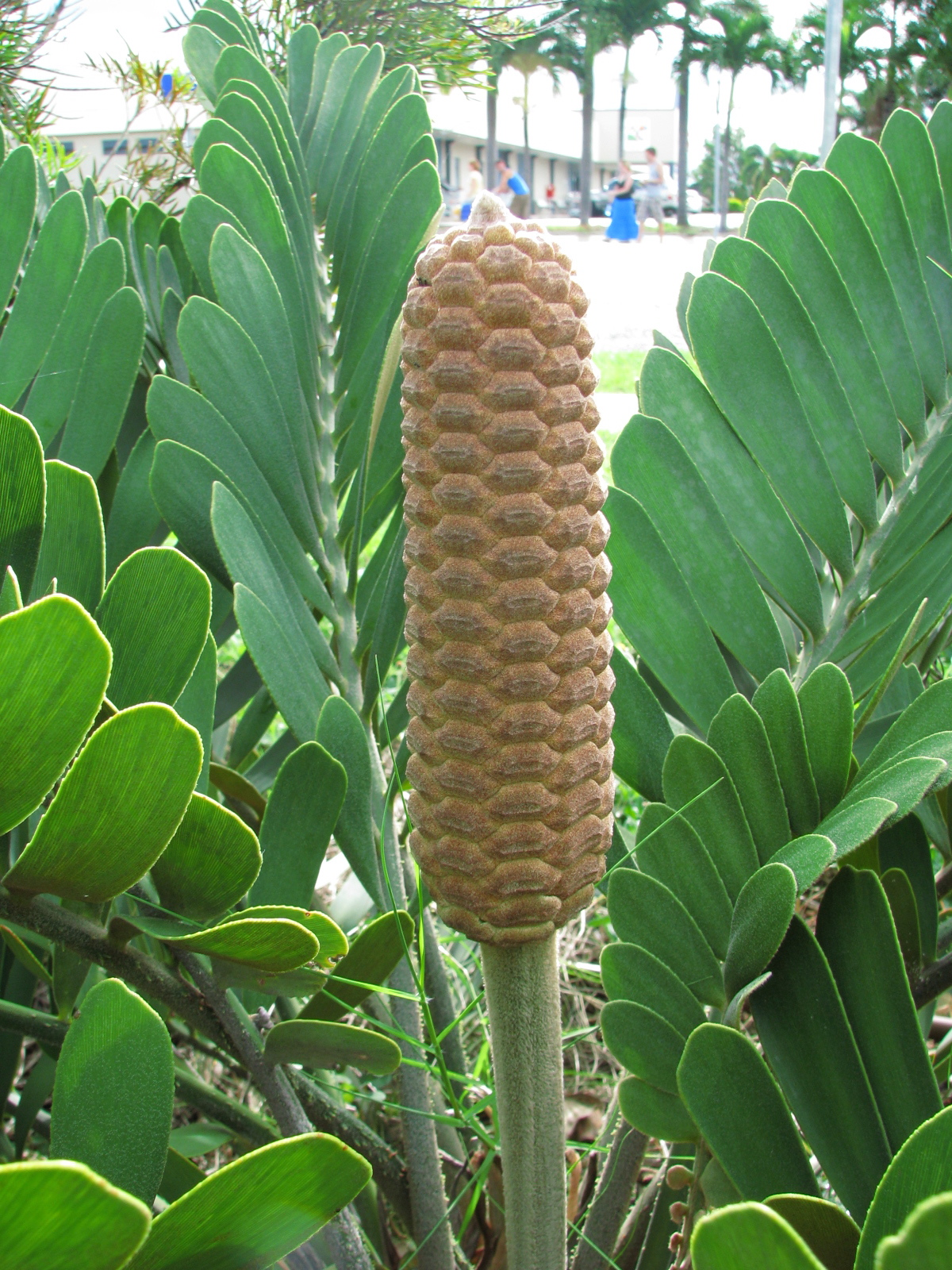
Cône femelle